# Breque dos Apps
O Breque dos Apps foi uma mobilização grevista organizada por entregadores de aplicativos, principalmente aplicativos de alimentação, como do iFood, Loggi, Uber Eats e Rappi. A mobilização chegou ao auge nas paralisações nacionais dos dias 01/07 e 25/07 de 2020. Se tornou um acontecimento notável pelo lugar que ocupou no clima político da pandemia do covid-19, por ter provocado interpretações da atualidade da ação coletiva de classe em regimes de trabalho da chamada uberização, e também por ter tido como base a mobilização digital através de mídias sociais. 

## Contexto
A Pandemia de COVID-19 no Brasil colocou as função dos entregadores de aplicativos em uma nova posição de relevância econômica e social. Sendo uma atividade considerada desde o início como essencial, e que efetivamente não parou de trabalhar em nenhum momento de quarentena, os entregadores assumiram uma intensa carga de trabalho, riscos e responsabilização na continuação da atividade. Enquanto uma categoria frequentemente adepta dos discursos de supervalorização do empreendedorismo e do livre mercado, os entregadores eram marcadamente repelentes ao sindicalismo e a defesa das legislações trabalhistas. Foi essa mentalidade que sofreu mudanças profundas a partir do início da pandemia, quando as narrativas do entregadores nas redes sociais, e dos entregadores-influencers em particular, começaram a refletir uma nova consciência de sua condição de vulnerabilidade social, bios(in)segurança e carga de trabalho. Um outro efeito da conjuntura foi o desemprego generalizado que aumentou o número de entregadores, o que aumentou consequentemente a concorrência e a concentração de trabalhadores em frente aos restaurantes à espera de serviços. Esses fatores, somados à diminuição do valor das taxas de entrega, geraram uma situação de visibilidade da precariedade do regime de trabalho dos serviços de aplicativo.
Os Protestos antirracistas nos Estados Unidos em 2020 tiveram repercussões globais e estabeleceram o clima político do momento. No Brasil, o histórico de violência policial racista e a tensão contemporânea provocada pelo Governo Bolsonaro e sua bagagem ideológica autoritária e displicente sobre a violência militar no período da ditadura militar e atual, motivou a articulação de protestos solidários e análogos. O ato realizado na avenida paulista, articulado pelas torcidas organizadas que se identificaram com a pauta antiracista e antifascista, aconteceu seis dias antes do primeiro Breque dos Apps, e tanto coloborou com o rompimento da passividade e do isolamento quanto promoveu já a visibilidade da pauta dos entregadores e seus grupos e iniciativas, como os Entregadores Antifascistas e o Treta no Trampo.

## A greve
No dia 25 de julho de 2020 aconteceu o primeiro Breque dos Apps. A ação digital sistemática foi efetiva em conquistar a atenção da mídia, de acadêmicos, do sindicalismo e da esquerda organizada, como também da população em geral. Os entregadores defenderam como pauta o:
aumento do valor por km rodado; aumento do valor da taxa mínima de entrega; fim dos bloqueios indevidos e reativação dos cadastros que foram indevidamente bloqueados. Além disso, pediam pelo fim do sistema de pontuação e restrição de local da Rappi e auxílio pandemia (EPIs e auxílio caso ficassem doentes).
A mobilização foi promovida pela iniciativa do grupo e perfil Treta no Trampo (@tretanotrampo), que desde o início produziu continuamente conteúdos em redes sociais de chamado e politização pelas pautas dos entregadores. A ampla rede dos Entregadores Antifascistas também teve lugar central na articulação das paralisações nacionais, um organizador da rede, Paulo Galo (Paulo Roberto da Silva Lima, conhecido como Galo) ganhou notoriedade em suas iniciativas e representação na mídia. A recepção e circulação da pauta nas redes sociais foi massiva.
Além da mobilização interna da categoria, também se buscou a colaboração dos consumidores em boicotar os aplicativos nos dias de paralisação:

O perfil Treta no Trampo divulgou cartilhas com instruções para os clientes que desejavam apoiar o Breque. A postagem pedia que os clientes ajudassem divulgando o Breque, imprimindo panfletos, colando cartazes e compartilhando as hashtags #BrequeDosApps e #ApoioBrequeDosApps. Além disso, solicitava que as pessoas avaliassem os apps de delivery com apenas uma estrela na PlayStore e na Apple Store, para manchar a imagem das empresas-plataforma. Também insistia que não fizes- sem pedidos nos aplicativos no dia do Breque.

## Reação das empresas
O iFood foi uma das empresas que mais se empenhou em reparar a imagem pública, anunciando que havia dobrado seu Fundo Solidário e de Proteção. Também declarou que havia destinado R$100 milhões para ações de apoio feitas por entregadores, apesar de que a própria empresa declara que menos de R$400 mil foram destinados aos entregadores parceiros afastados.

## Repercussão política
A mobilização causou entusiasmo na esquerda partidária e no sindicalismo, por mostrar, segundo eles, a vigência da luta de classes mesmo nos regimes de trabalhos mais marcados pelas transformações da uberização.